# Otton Ier de Saxe
Pour les articles homonymes, voir Otton Ier.
Otton Ier de Saxe est né vers 851 et mort le 30 novembre 912. Il est dit l'Illustre ou le Magnifique. La chronique Annalista Saxo enregistre Otto en tant que ducis de Liudolfi de filius, fils de Liudolf de Saxe (805-866), et d'Oda, fille du prince franc Billung et de sa femme Aeda.
Peut-être arrière-petit-fils de Widukind de Saxe[réf. nécessaire] et peut-être descendant par sa mère de Charlemagne, Otton Ier de Saxe succède à son frère Bruno ou Brunon, en 880, comme duc de Saxe et le reste jusqu’à sa mort. Son frère est mort dans une bataille contre les Vikings. Lui-même doit repousser les Hongrois et les Wendes, mais il fait de la Saxe le plus puissant des duchés germaniques.

## Biographie

### Ses possessions

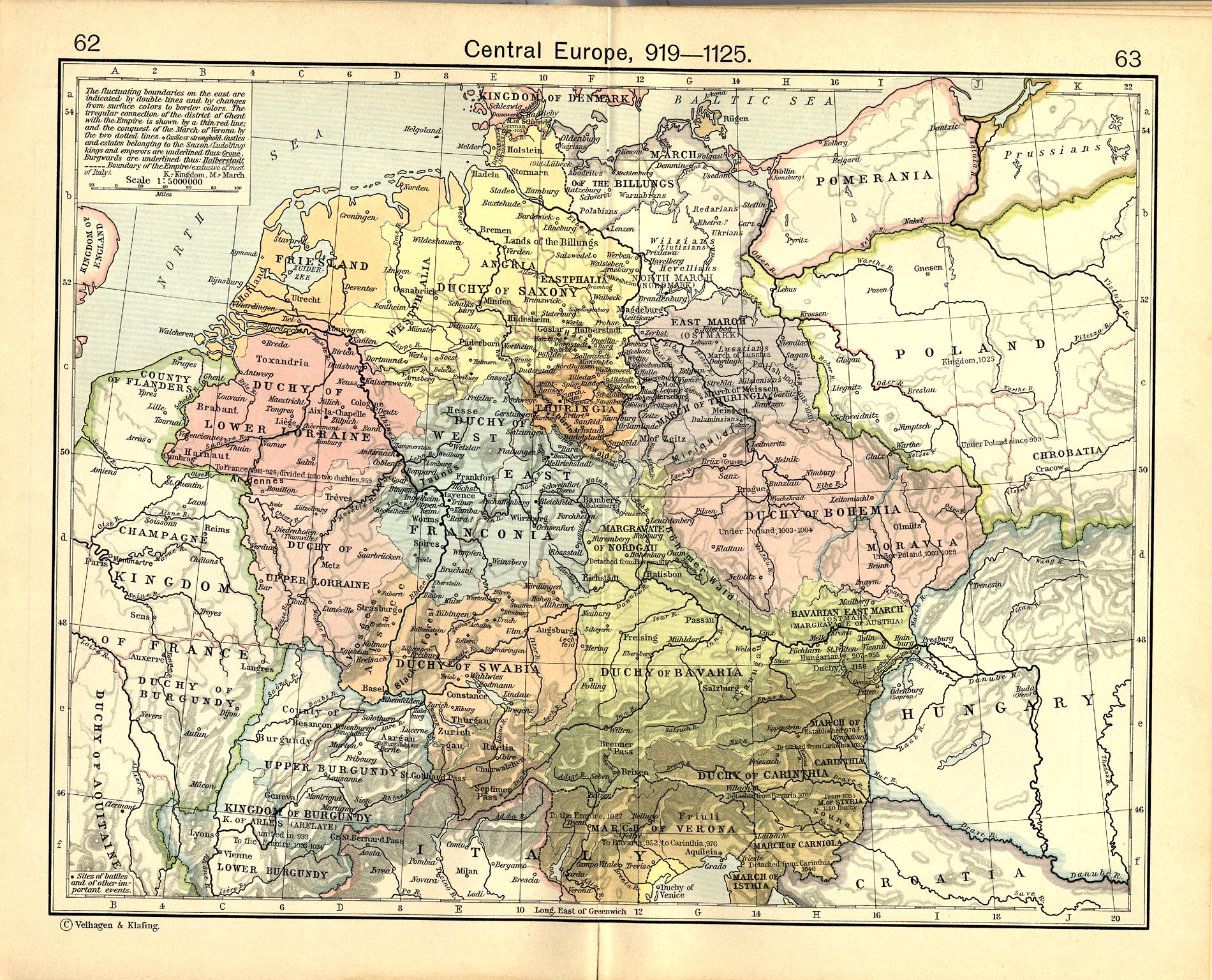
En l’an 900, la Saxe est beaucoup plus réduite à l’est. Des tribus slaves sont installées sur l’Elbe.

S’il est duc de Saxe, en 908, son autorité s'étend aussi à la Thuringe et il est également comte en Eichsfeld et abbé laïc de l'abbaye d'Hersfeld. Nous le savons par une charte du roi Louis III de Germanie, de l'abbaye de Gandersheim, datée du 26 janvier 877. Le pago Suththuringa (pays de Thuringe du sud) est décrit comme dans le comitatu Ottonis,le comté d'Otton. Dans une autre charte du 28 janvier 897, Otton Ier de Saxe est décrit comme le marchio du pago Eichesfelden (Eichsfeld) et est donc margrave. Il est cité comme magni ducis Oddonis (grand duc Otton) par Widukind de Corvey au mariage de sa sœur, Liutgard, avec le roi Louis III de Germanie.

### Un prince germanique
Otton Ier de Saxe a rarement quitté la Saxe. Il est un prince local qui a deux souverains. Le roi, Louis III de Germanie, son beau-frère et son autre souverain, Arnulf de Carinthie, entretiennent de bons rapports avec lui et ne gouvernent pas la Saxe. En Saxe, Otto fait même payer un tribut aux tribus slaves voisines. Il va combattre en Italie en 984 et est nommé gouverneur de Milan. Il repousse les Hongrois et les Wendes.
Otton Ier de Saxe est le tuteur de Louis IV de Germanie. Selon Widukind de Corvey, Otto se voit offrir la couronne de Germanie à la mort de Louis IV de Germanie en 911, mais il n’accepte pas à cause de son âge avancé, et conseille d’élire Conrad Ier de Germanie. Mais cela n’est paraît-il pas attesté par un autre document. Il confirmé des privilèges au monastère de Murbach par une charte datée du 12 mars 913 avec le consentement du nostrorum Hathonis, Salomonis, Thiodolfi, Hildini, Einhardi, Erchangarii, Chuonradi, Hugonis, Ottonis, Heinrici, Bopponis, Udalrici, Eberhardi de fidelium.
Dans sa chronique, Dithmar, évêque de Mersbourg, enregistre la mort d'Otton le 30 novembre mais ne donne pas l'année. La nécrologie de Mersebourg enregistre la mort le 30 novembre de Oddo vient pater Heinrici REGIS Saxonum. Otton Ier de Saxe est inhumé dans l'abbaye de Gandersheim, certainement en 912.

## Mariage et descendance
Otton Ier de Saxe épouse Hedwige de Babenberg (v. 856 - 24 décembre 903), fille de Henri de Babenberg (v. 830- 886) et d’Ingeltrude, fille d'Eberhard, marquis de Frioul, et de Gisèle, fille de l'empereur Louis le Pieux. La nécrologie de Fulda enregistre la mort en 903 de Hadwih Com. La nécrologie de Mersebourg enregistre la mort le 24 décembre du Hathuui mater Heinrici regis Althoff, G. (ed.) (1983). Ils ont les enfants suivants :
- Henri Ier de Germanie, dit Henri Ier l'Oiseleur (876-936) ;

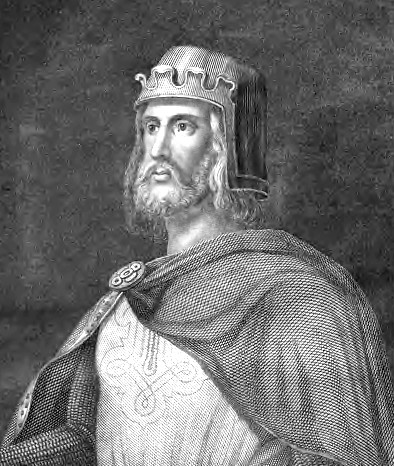
Son fils aîné, le roi Henri Ier de Germanie.

- Oda de Saxe (878-952), épouse en 897  le roi Zwentibold de Lotharingie, puis en 902 Gérard Ier de Metz et en troisièmes noces Eberhard, comte en Oberlahngau ;
- Mechthilde de Saxe, née vers 890, épouse en 905 Baudouin II de Clèves (888-928), comte de Clèves[10] ;
- Liudolf de Saxe (v.877-av.912) ;
- Thankmar de Saxe (?-av.912) ;
- Liutgard (Dodica)  de Saxe (?-923), abbesse de Gandersheim de 919 à 923, comme deux de ses tantes avant elle ;
- Irminburg de Saxe (?-v.936) épouse de Siegfried (?-937), fils du margrave Thietmar, le tuteur d’Henri Ier l'Oiseleur.